# Teniulus setosior
Teniulus setosior är en mångfotingart som beskrevs av Chamberlin 1951. Teniulus setosior ingår i släktet Teniulus och familjen Parajulidae. Inga underarter finns listade i Catalogue of Life.